# Mary Somerset (1630-1715)
Pour les articles homonymes, voir Somerset.
Mary Somerset, duchesse de Beaufort, est née à Hadham Parva, dans le Herfordshire, baptisée le 16 décembre 1630 et morte le 7 janvier 1715, aussi connue sous son nom de femme mariée Mary Seymour, Lady Beauchamp et son nom de jeune fille Mary Capell, est une aristocrate anglaise, jardinière et botaniste.
Elle est la fille de Sir Arthur Capell, 1er baron Capell de Hadham et d'Elizabeth Morrison

## Botanique
Selon l'observation d'Alice Coats, c'est une des premières jardinières anglaises à se distinguer.
Mary Somerset a activement collecté, identifié et classé des milliers de plantes du monde entier. Aidée de son entourage, de son jardinier et de nombreux botaniste, elle a constitué une collection de plantes exceptionnelle en nombre en diversité et en provenance.
Le choix de cette discipline préfigure l'encouragement au travail des femmes du 18ème siècle.
Somerset a été confrontée aux limites traditionnelles imposées aux femmes de l'époque ainsi qu'à des accès de mélancolie et une mauvaise santé. De ce fait, elle n'a pas eu de reconnaissance en tant que scientifique. On ne lui connait pas d'ouvrage écrit.